# Stuart Agnew
John Stuart Agnew, född 30 augusti 1949 i Norwich, är en brittisk politiker (UKIP). Han var ledamot av Europaparlamentet 2009–2019.
Agnew kandiderade till omval i Europaparlamentsvalet i Storbritannien 2019. Under valkampanjen avslöjades det att han hade hållit ett tal inför högerextrema Springbok Club som förespråkar återkomsten av apartheid i Sydafrika. Agnew höll talet i London i samband med ett möte som markerade hundra år sedan Ian Smith föddes och han talade om sin ungdomstid i Rhodesia. Springbok Club består av vita invandrare från Sydafrika och Rhodesia.